# Orrsjön (Njurunda socken, Medelpad)
Orrsjön är en sjö i Sundsvalls kommun i Medelpad och ingår i Ljungans huvudavrinningsområde. Sjön är 8,7 meter djup, har en yta på 0,229 kvadratkilometer och befinner sig 100 meter över havet.

## Delavrinningsområde
Orrsjön ingår i det delavrinningsområde (689902-157475) som SMHI kallar för Utloppet av Sörbjörken. Medelhöjden är 121 meter över havet och ytan är 21,12 kvadratkilometer. Räknas de 10 avrinningsområdena uppströms in blir den ackumulerade arean 121,34 kvadratkilometer. Stångån som avvattnar avrinningsområdet har biflödesordning 2, vilket innebär att vattnet flödar genom totalt 2 vattendrag innan det når havet efter 18 kilometer. Avrinningsområdet består mestadels av skog (70 procent). Avrinningsområdet har 1,61 kvadratkilometer vattenytor vilket ger det en sjöprocent på 7,6 procent.